# Hohenberg (Niederösterreich)
Hohenberg ist eine Marktgemeinde mit 1407 Einwohnern (Stand 1. Jänner 2025) im Bezirk Lilienfeld in Niederösterreich.

## Geografie

### Geografische Lage

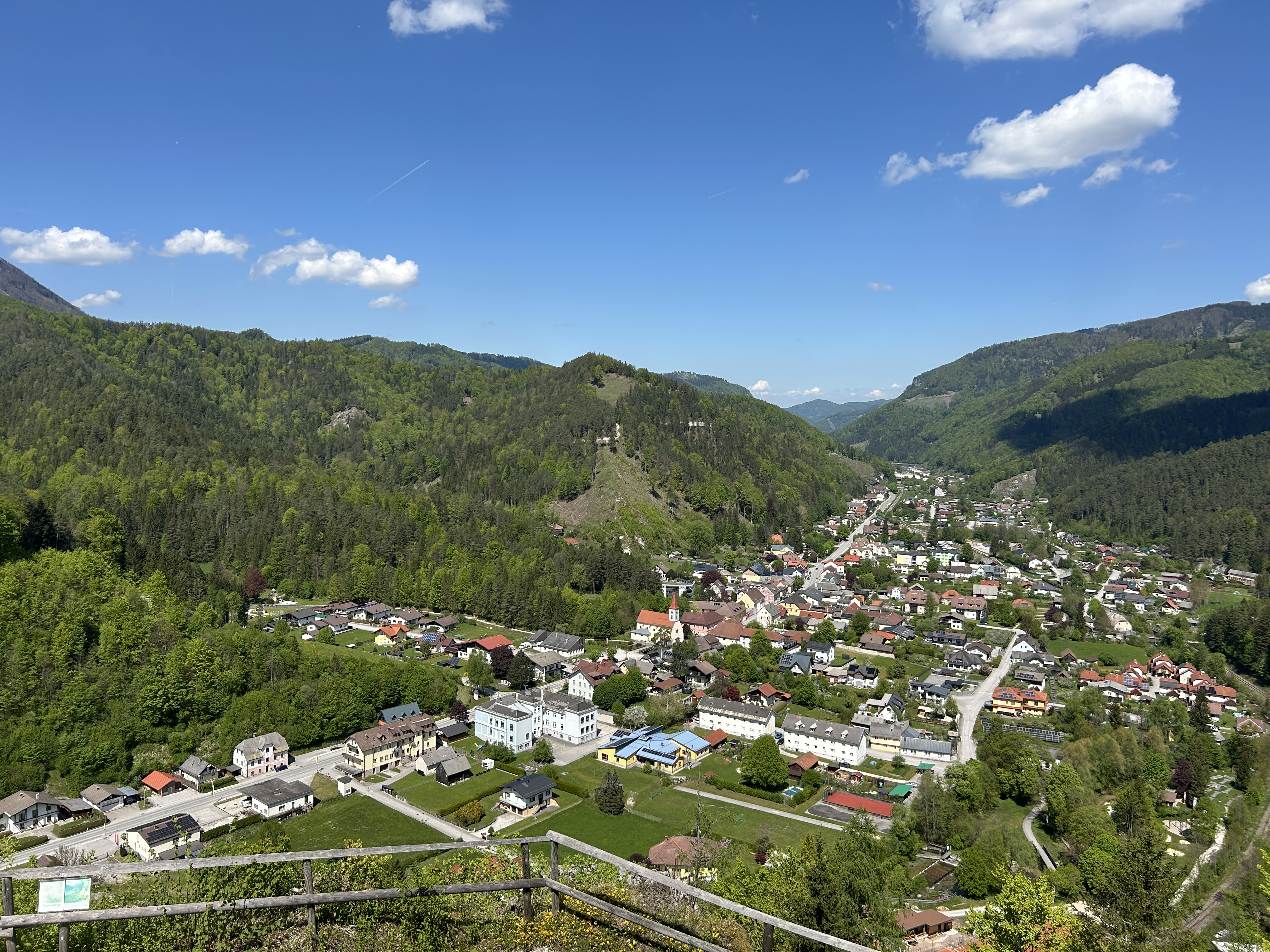
Blick von der Ruine auf den Ort Hohenberg

Hohenberg liegt im Tal der Unrechttraisen am Fuß des Türnitzer Höger im Mostviertel in Niederösterreich. Die Fläche der Marktgemeinde umfasst 56,62 Quadratkilometer. 84,7 Prozent der Fläche sind bewaldet.

### Gemeindegliederung
Das Gemeindegebiet umfasst folgende fünf Ortschaften (in Klammern Einwohnerzahl Stand 1. Jänner 2025):
- Andersbach (36) samt Bachner und Bayerhof
- Furthof (228)
- Hofamt (222) samt Mosbachtal, Seebachtal und Thorhof
- Hohenberg (801)
- Innerfahrafeld (109) samt Großenbauer, Kälberhöfe, Kandlhof und Schusterwirt

Katastralgemeinden sind Hohenberg (KG-Nummer 19311) und Innerfahrafeld (19309).

### Nachbargemeinden
| Türnitz |                                             | Lilienfeld           |
|         | Kompassrose, die auf Nachbargemeinden zeigt | Kleinzell            |
|         | St. Aegyd am Neuwalde                       | Rohr im Gebirge (WB) |

## Geschichte
Der Name des Ortes stammt von der Burg Hohenberg, die von Dietrich I. von Hohenberg in der ersten Hälfte des 13. Jahrhunderts erbaut wurde. Die Hohenbergs hatten hohes Ansehen. Sie übten das Landgericht aus, Rudolf von Hohenberg wird als Zeuge in der Stiftungsurkunde des Herzog Rudolf IV. für den Stephansdom in Wien genannt, Konrad promovierte zum Doktor und war zwei Mal Rektor der Universität Wien. Der Markt Hohenberg wurde erstmals 1325 urkundlich erwähnt, im selben Jahr erfolgte die Erhebung zur Pfarre. Zur gleichen Zeit begann die Nutzung der Wasserkraft. Im Urbar von 1527 werden Sägen, Mühlen und Hämmer genannt. Nachdem 1529 der letzte Hohenberger gestorben war, kam das Anwesen über die Rogendorfer und Sauermann 1589 an die Jörger. Diese waren Anhänger der evangelischen Lehre und verbündeten sich mit den Böhmen. Darauf sandte Ferdinand II. Truppen, die Burg wurde 1619 belagert und in Brand gesteckt.
Bis in das 18. Jahrhundert war Hohenberg eine reine Agrargemeinde. Im Jahr 1801 wurde in Furthof eine Klingenschmiede errichtet, es folgte eine Feilenherstellung. Mit dem Bau der Eisenbahn 1893 erreichte die Produktion einen Höhepunkt. Im Jahr 1907 waren mehr als 600 Personen im Betrieb beschäftigt. Als 1982 die Feilenproduktion eingestellt wurde, hatte auch ein Umstieg auf Kunststoffe keinen Erfolg und der Betrieb wurde 1986 geschlossen.
Schon Ende des 19. Jahrhunderts entwickelte sich Hohenberg zu einer Fremdenverkehrsgemeinde. Im Jahr 1892 wurde ein Verschönerungsverein gegründet, 1896 gab es bereits zwei Freibäder. Eine Minigolfanlage, Mountainbikestrecken, der Traisental-Radweg und Klettern auf der Teufelskanzel bieten zu Beginn des 21. Jahrhunderts ein breites Freizeitangebot.

### Einwohnerentwicklung
Die Bevölkerungszahl nimmt ab, da sowohl Geburtenbilanz als auch Wanderungsbilanz negativ sind.
| Hohenberg: Einwohnerzahlen von 1869 bis 2025        | Hohenberg: Einwohnerzahlen von 1869 bis 2025 | Hohenberg: Einwohnerzahlen von 1869 bis 2025 | Hohenberg: Einwohnerzahlen von 1869 bis 2025 | Hohenberg: Einwohnerzahlen von 1869 bis 2025 |
| --------------------------------------------------- | -------------------------------------------- | -------------------------------------------- | -------------------------------------------- | -------------------------------------------- |
| Jahr                                                |                                              |                                              |                                              | Einwohner                                    |
| 1869                                                | 1869                                         |                                              | 1.529                                        | 1.529                                        |
| 1880                                                | 1880                                         |                                              | 1.901                                        | 1.901                                        |
| 1890                                                | 1890                                         |                                              | 1.951                                        | 1.951                                        |
| 1900                                                | 1900                                         |                                              | 2.437                                        | 2.437                                        |
| 1910                                                | 1910                                         |                                              | 2.554                                        | 2.554                                        |
| 1923                                                | 1923                                         |                                              | 2.347                                        | 2.347                                        |
| 1934                                                | 1934                                         |                                              | 2.201                                        | 2.201                                        |
| 1939                                                | 1939                                         |                                              | 2.180                                        | 2.180                                        |
| 1951                                                | 1951                                         |                                              | 2.126                                        | 2.126                                        |
| 1961                                                | 1961                                         |                                              | 2.093                                        | 2.093                                        |
| 1971                                                | 1971                                         |                                              | 2.021                                        | 2.021                                        |
| 1981                                                | 1981                                         |                                              | 1.771                                        | 1.771                                        |
| 1991                                                | 1991                                         |                                              | 1.715                                        | 1.715                                        |
| 2001                                                | 2001                                         |                                              | 1.638                                        | 1.638                                        |
| 2011                                                | 2011                                         |                                              | 1.527                                        | 1.527                                        |
| 2021                                                | 2021                                         |                                              | 1.443                                        | 1.443                                        |
| 2025                                                | 2025                                         |                                              | 1.396                                        | 1.396                                        |
| Quelle(n): Statistik Austria, Gebietsstand 1.1.2021 |                                              |                                              |                                              |                                              |

## Kultur und Sehenswürdigkeiten
- Ruine Hohenberg

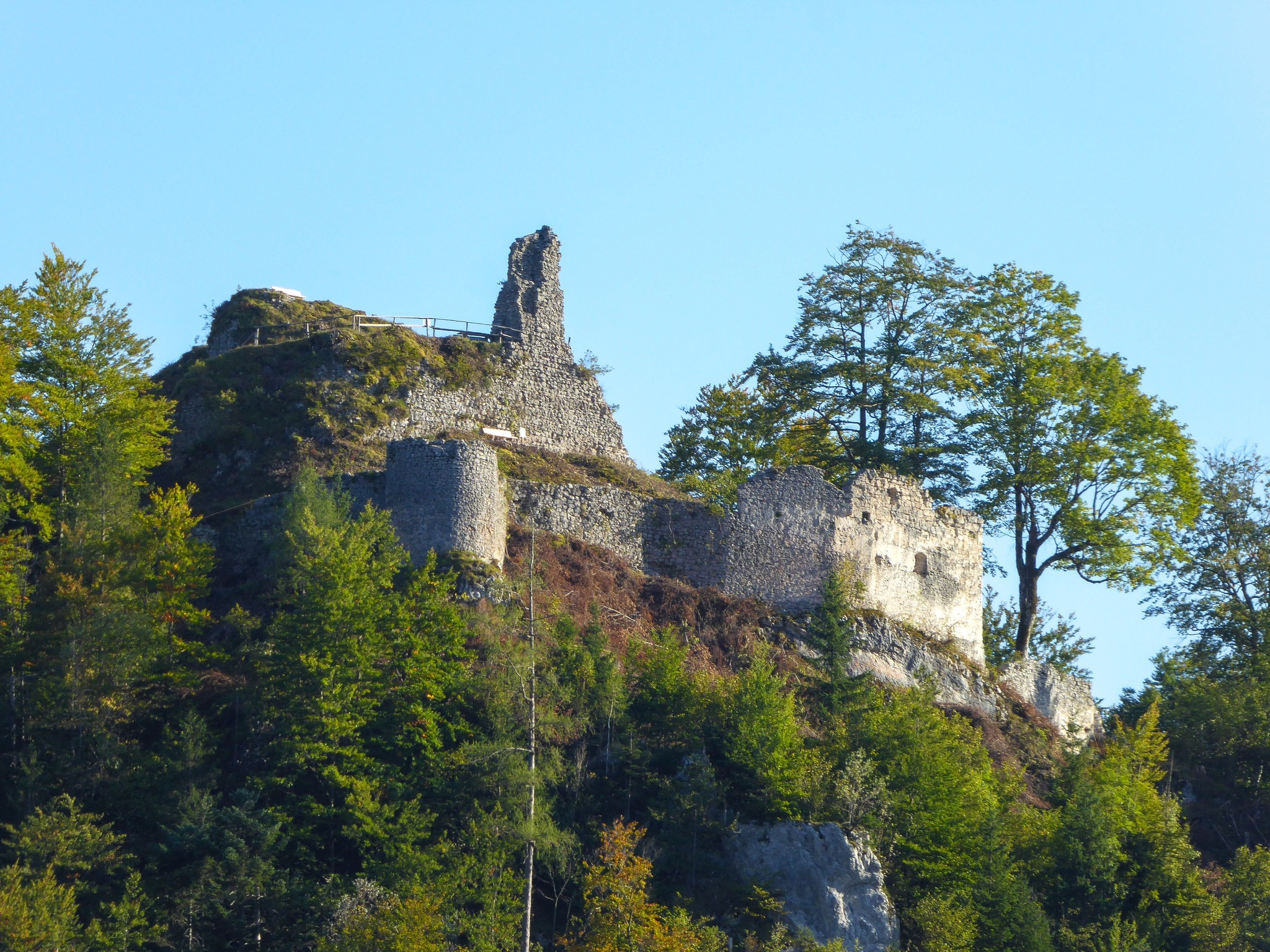
Ruine Hohenberg

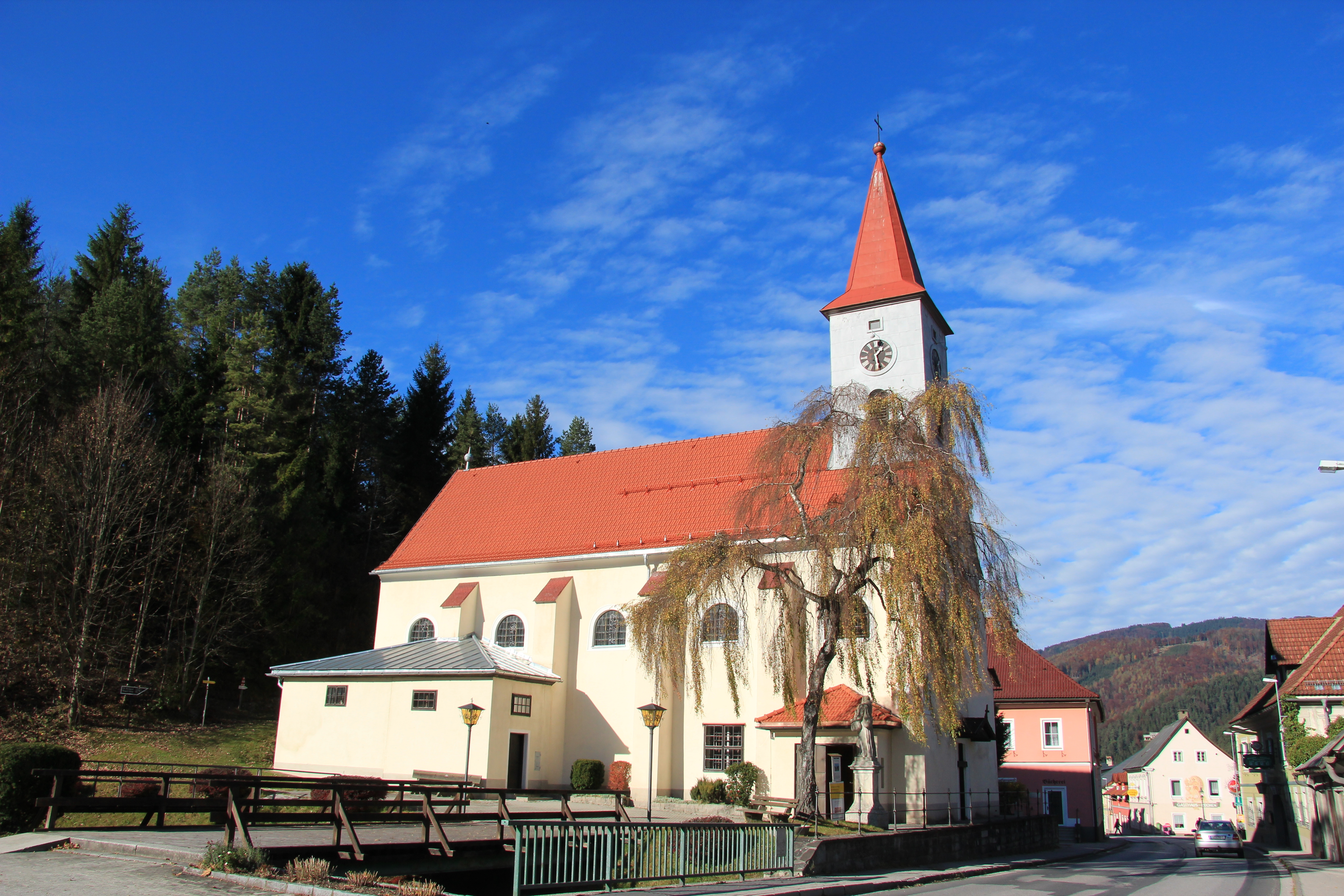
Pfarrkirche Hohenberg

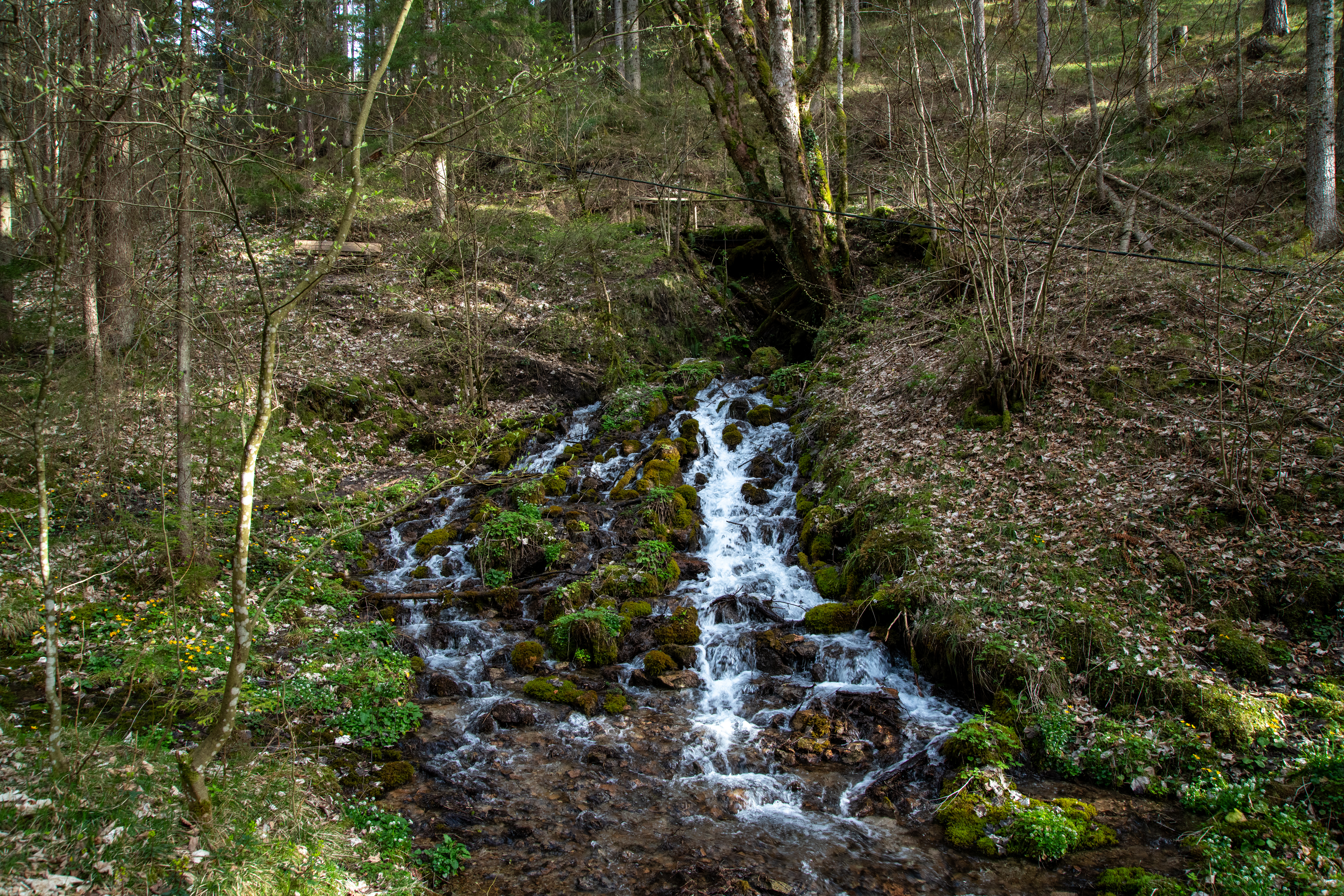
Seebachquelle

- Katholische Pfarrkirche Hohenberg hl. Jakobus der Ältere
- Ehemalige Hammerherrenhaus der Feilenfabrik Furthof
- Seebachquelle
- Schleierwasserfall und großer Wasserfall

## Wirtschaft und Infrastruktur
Nichtlandwirtschaftliche Arbeitsstätten gab es im Jahr 2001 81, land- und forstwirtschaftliche Betriebe nach der Erhebung 1999 46. Die Zahl der Erwerbstätigen am Wohnort betrug nach der Volkszählung 2001 659. Die Erwerbsquote lag 2001 bei 41,26 Prozent.

### Verkehr
Hohenberg war seit 1893 durch die Bahnstrecke Traisen–Kernhof erschlossen. Weitere Haltestellen im Gemeindegebiet von Hohenberg waren In der Bruck, Innerfahrafeld sowie Furthof. Nach der Einstellung des Personenverkehrs im Jahr 2010 wurde die Strecke mittlerweile in eine Anschlussbahn mit hauptsächlich Güterverkehr umgewandelt.
2024 erfolgten auch einzelne öffentliche Personenzug-Fahrten durch den Österreichischen Club für Diesellokgeschichte (ÖCD), auch 2025 sind Fahrten geplant.

### Bildung
In der Gemeinde gibt es einen Kindergarten, eine Volksschule eine Neue Mittelschule, eine Tagesbetreuungseinrichtung sowie eine Ferien- und Nachmittagsbetreuung im Kindergarten und in der Volksschule.

## Politik

### Gemeinderat
| Der Gemeinderat hat 19 Mitglieder. - Mit den Gemeinderatswahlen in Niederösterreich 1990 hatte der Gemeinderat folgende Verteilung: 13 SPÖ, und 6 ÖVP. - Mit den Gemeinderatswahlen in Niederösterreich 1995 hatte der Gemeinderat folgende Verteilung: 12 SPÖ, 5 ÖVP und 2 FPÖ. - Mit den Gemeinderatswahlen in Niederösterreich 2000 hatte der Gemeinderat folgende Verteilung: 13 SPÖ, 4 ÖVP und 2 FPÖ. - Mit den Gemeinderatswahlen in Niederösterreich 2005 hatte der Gemeinderat folgende Verteilung: 14 SPÖ und 5 ÖVP. - Mit den Gemeinderatswahlen in Niederösterreich 2010 hatte der Gemeinderat folgende Verteilung: 14 SPÖ und 5 ÖVP. - Mit den Gemeinderatswahlen in Niederösterreich 2015 hatte der Gemeinderat folgende Verteilung: 13 SPÖ, 5 ÖVP und 1 FPÖ. - Mit den Gemeinderatswahlen in Niederösterreich 2020 hat der Gemeinderat folgende Verteilung: 13 SPÖ und 6 ÖVP. - Mit den Gemeinderatswahlen in Niederösterreich 2025 hat der Gemeinderat folgende Verteilung: 14 SPÖ, 4 ÖVP und 1 FPÖ (nach der Wahl zurückgetreten) | Die zur Anzeige dieser Grafik verwendete Erweiterung wurde dauerhaft deaktiviert. Wir arbeiten aktuell daran, diese und weitere betroffene Grafiken auf ein neues Format umzustellen. (Mehr dazu) |

### Bürgermeister
- 2004–2023 Heinrich Preus (SPÖ)
- seit 2023 Ferdinand Lerchbaumer (SPÖ)

### Wappen
Der Gemeinde wurde 1971 ein Wappen verliehen.

### Partnergemeinden
Partnergemeinden sind:
- Hohenberg an der Eger, in Oberfranken, Deutschland
- Balatonkeresztúr, am Südufer des Balaton in Ungarn

## Persönlichkeiten
Söhne und Töchter der Gemeinde
- Aelred Pexa (1904–1974), Abt vom Stift Rein (1954–1971)
- Josef Brandner (1915–1996), Elektrotechniker und Major im Zweiten Weltkrieg